# 維爾
- 關於法国市镇Vire-Normandie，請見「维尔诺曼底」。
- 關於法国旧市镇Vire，請見「维尔 (卡尔瓦多斯省)」。

維爾（德語：Wil，德語發音：[viːl]）是瑞士聖加侖州的一个市镇，位於該國東北部，面積20.7平方公里，截至2018年12月31日总人口为23,955人。

## 外部連結
- http://www.stadtwil.ch （页面存档备份，存于） （德文）
- Wilnet - Stadtlexikon der Stadt Wil （页面存档备份，存于） （德文） city encyclopedia